# Kapelle zur schmerzhaften Muttergottes (Lüftelberg)

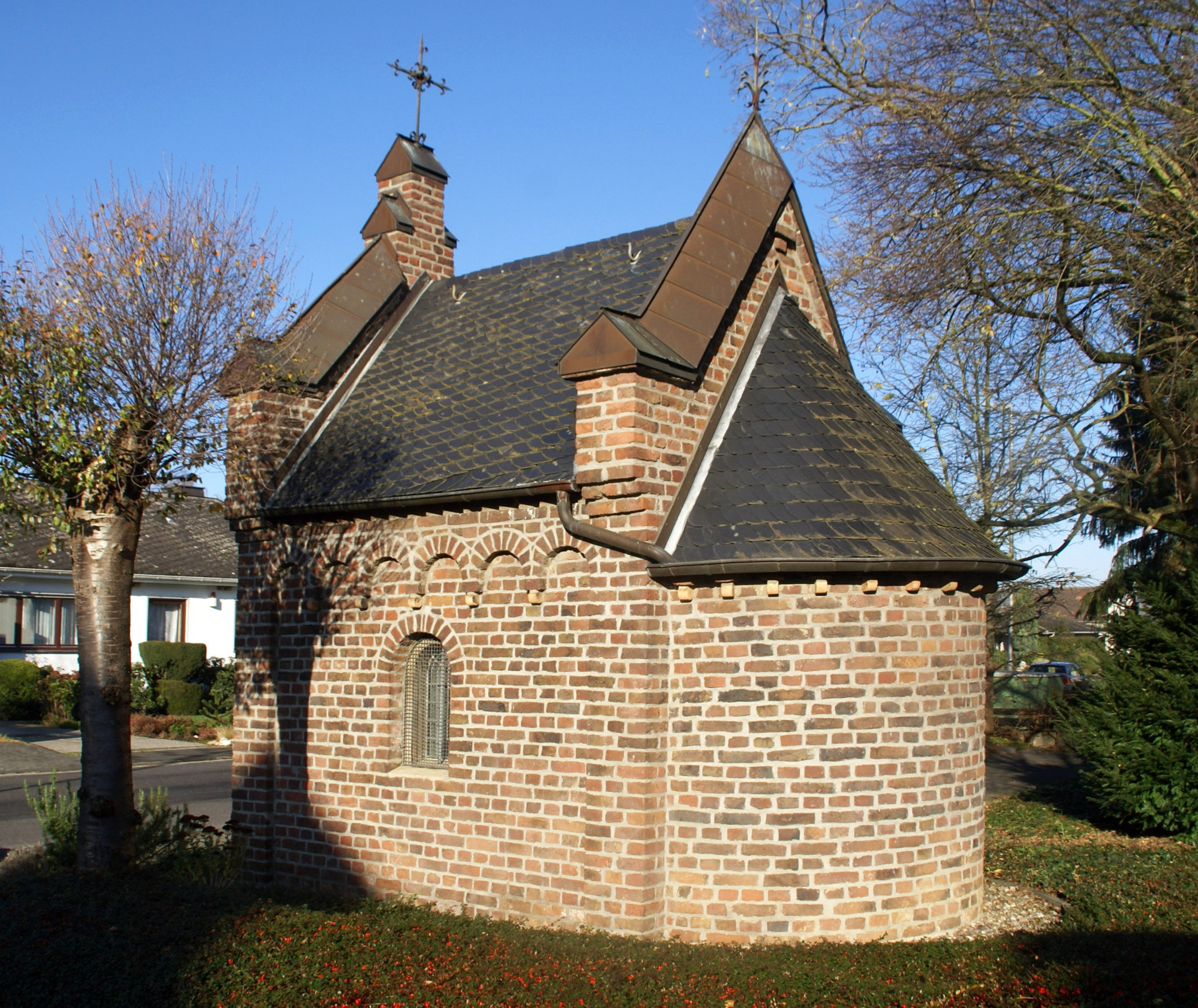
Rückwärtige Ansicht der Kapelle im Jahr 2015

Die Kapelle zur schmerzhaften Muttergottes in Lüftelberg ist ein denkmalgeschütztes Bauwerk der Stadt Meckenheim. Die kleine, nur knapp vier Meter lange Wegkapelle liegt in einem Wohngebiet an der Kottenforststraße. Als katholische Marienkapelle trägt sie das Patrozinium der Schmerzensmutter (Mater Dolorosa). Das Kapellengebäude ist ein eingeschossiger Ziegelsteinbau mit einem Satteldach und einer Apsis an der Rückseite und wurde im Jahr 1884 von dem in Lüftelberg geborenen Architekten Anton Becker (1853–1899) errichtet. Auf den beiden Schildgiebeln stehen ein Kreuz (vorne) und Zierrat (hinten). Im Inneren befindet sich eine Pietà.